# Eurycea longicauda
Tên chung: kỳ nhông đuôi dài
Eurycea longicauda là một loài Plethodontidae bản địa Appalachia phía Đông Hoa Kỳ.

## Hình ảnh

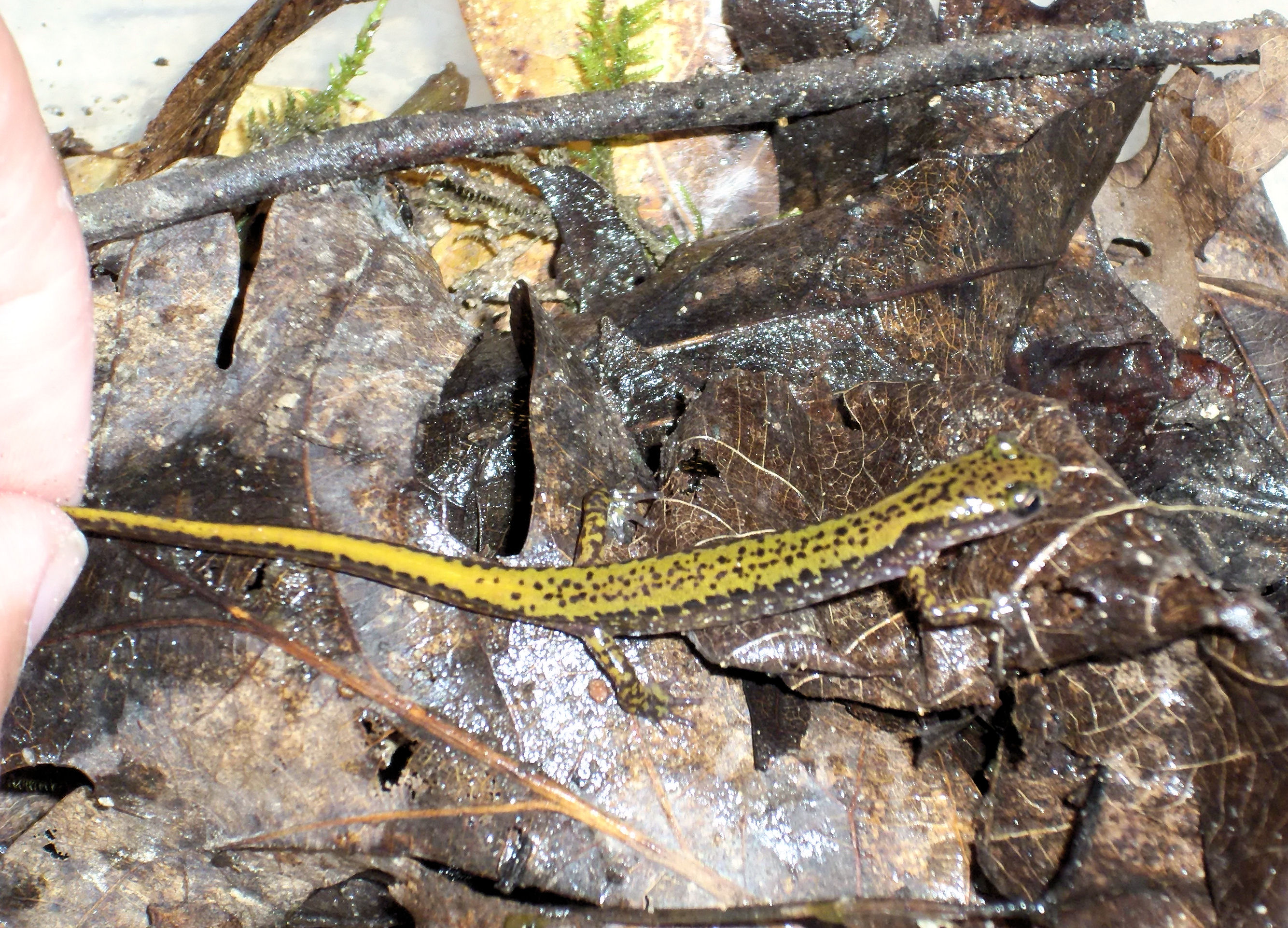
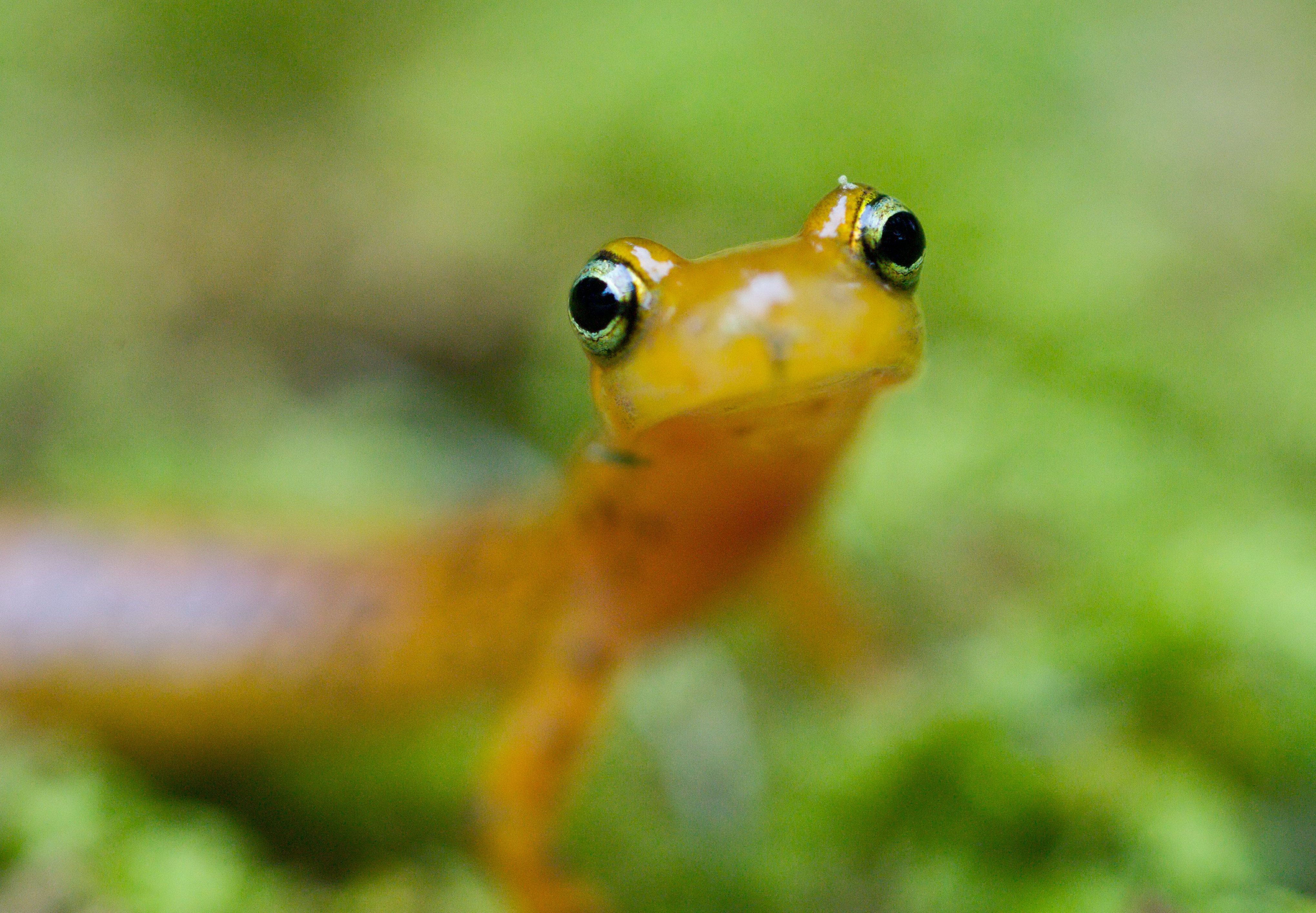
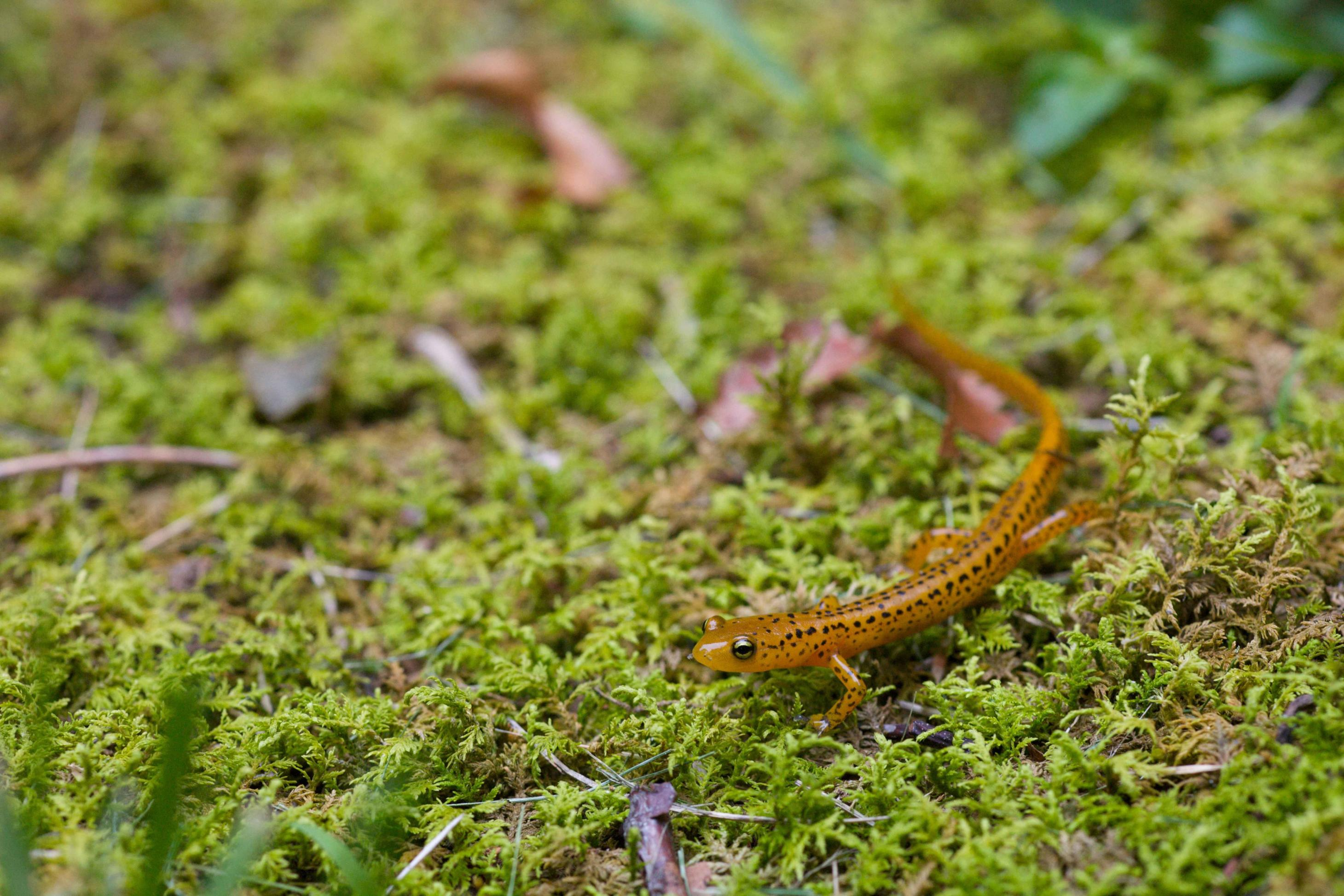
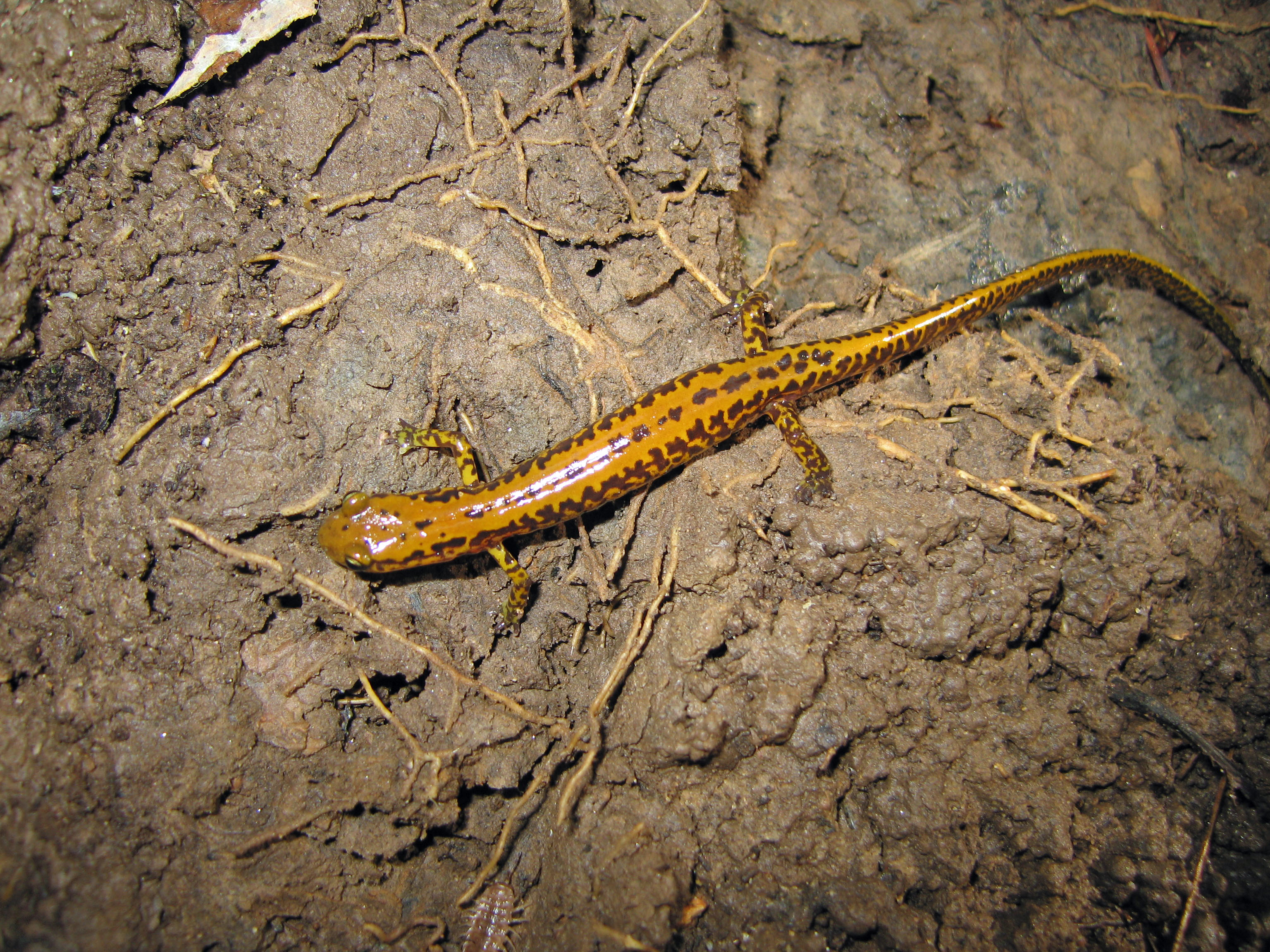

## Phân loài
E. longicauda chia làm 2 loài:
- E. longicauda longicauda
- E. longicauda melanopleura